# Чемпионат России по спортивной гимнастике 2017
Чемпионат России по спортивной гимнастике проходил в Казани с 27 февраля по 5 марта 2017 года на арене "Центр гимнастики"

## Общая информация
В турнире принимали участие 135 гимнастов (70 мужчин и 65 женщин). В командном первенстве соревновались 7 мужских и 8 женских команд.

## Расписание соревнований
| Дата               | Соревнование                                     |
| ------------------ | ------------------------------------------------ |
| 27-28 февраля 2017 | тренировка                                       |
| 1 марта 2017       | индивидуальное многоборье, квалификация, мужчины |
| 1 марта 2017       | индивидуальное многоборье, квалификация, женщины |
| 1 марта 2017       | командное многоборье, финал, мужчины             |
| 1 марта 2017       | командное многоборье, финал, женщины             |
| 2 марта 2017       | индивидуальное многоборье, финал, женщины        |
| 3 марта 2017       | индивидуальное многоборье, финал, мужчины        |
| 4 марта 2017       | отдых                                            |
| 5 марта 2017       | отдельные виды, финал, мужчины                   |
| 5 марта 2017       | отдельные виды, финал, женщины                   |

## Призёры

### Мужчины
| Дисциплина                | Золото                                                                                                | Серебро | Бронза |
| Командное многоборье      | Москва Артур Далалоян Дмитрий Ланкин Никита Нагорный Алексей Косьянов Николай Кишкилёв Алексей Козлов | Центральный ФО Дмитрий Говоров Константин Кузовков Ростов Алексей Прокопьев Кирилл Кибартас Илья Кривунец Сергей | Сибирский ФО Кирилл Потапов Даниил Казачков Никита Летников Андрей Черкасов Андрей Лагутов Никита Игнатьев |
| Индивидуальное многоборье | Далалоян Артур                                                                                        | Игнатьев Никита                                                                                                  | Поляшов Владислав                                                                                          |
| Вольные упражнения        | Прокопьев Кирилл                                                                                      | Кибартас Илья | Поляшов Владислав                                                                                          |
| Конь                      | Белявский Давид                                                                                       | Ельцов Сергей | Прокопьев Кирилл                                                                                           |
| Кольца                    | Ланкин Дмитрий                                                                                        | Игнатьев Никита                                                                                                  | Даниил Казачков                                                                                            |
| Опорный прыжок            | Ланкин Дмитрий                                                                                        | Далалоян Артур                                                                                                   | Михаил Кудашов                                                                                             |
| Параллельные брусья       | Нагорный Никита                                                                                       | Поляшов Владислав                                                                                                | Кирилл Потапов                                                                                             |
| Перекладина               | Белявский Давид                                                                                       | Ростов Алексей                                                                                                   | Поляшов Владислав                                                                                          |

### Женщины
| Дисциплина                | Золото | Серебро | Бронза |
| Командное многоборье      | Москва Сосницкая Алла Трыкина Виктория Тутхалян Седа Спиридонова Дарья Кочеткова Елизавета Артёмова Ксения | Центральный ФО −1 Мельникова Ангелина Шелгунова Евгения Елизарова Дарья Поликарпова Екатерина Бунина Алина Ким Ксения | Санкт-Петербург Еремина Елена Ахаимова Лилия Чеонг Анастасия Баталова Варвара Боева Екатерина Царяпкина Мария |
| Индивидуальное многоборье | Капитонова Наталья                                                                                         | Еремина Елена | Шелгунова Евгения                                                                                             |
| Опорный прыжок            | Тутхалян Седа                                                                                              | Ахаимова Лилия | Мельникова Ангелина                                                                                           |
| Разновысокие брусья       | Спиридонова Дарья                                                                                          | Капитонова Наталья | Скрыпник Дарья                                                                                                |
| Бревно                    | Трыкина Виктория                                                                                           | Тутхалян Седа | Мельникова Ангелина                                                                                           |
| Вольные упражнения        | Ахаимова Лилия                                                                                             | Еремина Елена | Тутхалян Седа                                                                                                 |

## Медальный зачёт
| Место | Округ           | Золото | Серебро | Бронза |
| 1     | Москва          | 9      | 2       | 1      |
| 2     | Уральский ФО    | 2      | 0       | 1      |
| 3     | Центральный ФО  | 1      | 4       | 4      |
| 4     | Санкт-Петербург | 1      | 3       | 1      |
| 5     | Приволжский ФО  | 1      | 2       | 1      |
| 6     | Сибирский ФО    | 0      | 2       | 3      |
| 7     | Южный ФО        | 0      | 1       | 1      |
| Всего | Всего           | 14     | 14      | 14     |